# Ніко Шмідт
Ніко Бургард Отто Шмідт (нім. Nico Burkhard Otto Schmidt; нар. 20 серпня 1978) — німецький борець греко-римського стилю, бронзовий призер чемпіонату Європи, чемпіон світу серед військовослужбовців.

## Життєпис
Боротьбою почав займатися з 1985 року. Представляв клуб «OSP» з Франкфурта-на-Одері. Працює пожежником.

## Спортивні результати на міжнародних змаганнях

### Виступи на Чемпіонатах світу
| Змагання                        | Збірна    | Вагова категорія                  | Місце |
| ------------------------------- | --------- | --------------------------------- | ----- |
| Чемпіонат світу з боротьби 2001 | Німеччина | греко-римська боротьба, до 130 кг | 24    |
| Чемпіонат світу з боротьби 2002 | Німеччина | греко-римська боротьба, до 120 кг | 10    |
| Чемпіонат світу з боротьби 2003 | Німеччина | греко-римська боротьба, до 120 кг | 32    |
| Чемпіонат світу з боротьби 2005 | Німеччина | греко-римська боротьба, до 120 кг | 12    |
| Чемпіонат світу з боротьби 2007 | Німеччина | греко-римська боротьба, до 120 кг | 23    |
| Чемпіонат світу з боротьби 2009 | Німеччина | греко-римська боротьба, до 120 кг | 5     |
| Чемпіонат світу з боротьби 2011 | Німеччина | греко-римська боротьба, до 120 кг | 20    |

### Виступи на Чемпіонатах Європи
| Змагання                         | Збірна    | Вагова категорія                  | Місце  |
| -------------------------------- | --------- | --------------------------------- | ------ |
| Чемпіонат Європи з боротьби 2002 | Німеччина | греко-римська боротьба, до 120 кг | 10     |
| Чемпіонат Європи з боротьби 2003 | Німеччина | греко-римська боротьба, до 120 кг | 18     |
| Чемпіонат Європи з боротьби 2005 | Німеччина | греко-римська боротьба, до 120 кг | 5      |
| Чемпіонат Європи з боротьби 2006 | Німеччина | греко-римська боротьба, до 120 кг | 13     |
| Чемпіонат Європи з боротьби 2008 | Німеччина | греко-римська боротьба, до 120 кг | 15     |
| Чемпіонат Європи з боротьби 2009 | Німеччина | греко-римська боротьба, до 120 кг | Бронза |
| Чемпіонат Європи з боротьби 2011 | Німеччина | греко-римська боротьба, до 120 кг | 9      |

### Виступи на Чемпіонатах світу
| Змагання                                                  | Збірна    | Вагова категорія                  | Місце  |
| --------------------------------------------------------- | --------- | --------------------------------- | ------ |
| Чемпіонат світу з боротьби серед військовослужбовців 2000 | Німеччина | греко-римська боротьба, до 130 кг | Бронза |
| Чемпіонат світу з боротьби серед військовослужбовців 2001 | Німеччина | греко-римська боротьба, до 130 кг | Золото |
| Чемпіонат світу з боротьби серед військовослужбовців 2003 | Німеччина | греко-римська боротьба, до 120 кг | 5      |

### Виступи на інших змаганнях
| Змагання                                                         | Збірна    | Вагова категорія                  | Місце  |
| ---------------------------------------------------------------- | --------- | --------------------------------- | ------ |
| Гран-прі Німеччини з боротьби 2002                               | Німеччина | греко-римська боротьба, до 120 кг | 10     |
| Тор Мастерс 2003                                                 | Німеччина | греко-римська боротьба, до 120 кг | Золото |
| Гран-прі Німеччини з боротьби 2003                               | Німеччина | греко-римська боротьба, до 120 кг | Срібло |
| Тор Мастерс 2004                                                 | Німеччина | греко-римська боротьба, до 120 кг | Золото |
| Олімпійський кваліфікаційний турнір з боротьби 2004 (Новий Сад)  | Німеччина | греко-римська боротьба, до 120 кг | 13     |
| Олімпійський кваліфікаційний турнір з боротьби 2004 (Ташкент)    | Німеччина | греко-римська боротьба, до 120 кг | 12     |
| Гран-прі Німеччини з боротьби 2004                               | Німеччина | греко-римська боротьба, до 120 кг | 8      |
| Тор Мастерс 2005                                                 | Німеччина | греко-римська боротьба, до 120 кг | Золото |
| Гран-прі Німеччини з боротьби 2005                               | Німеччина | греко-римська боротьба, до 120 кг | Бронза |
| Тор Мастерс 2007                                                 | Німеччина | греко-римська боротьба, до 120 кг | Золото |
| Гран-прі Німеччини з боротьби 2007                               | Німеччина | греко-римська боротьба, до 120 кг | Бронза |
| Олімпійський кваліфікаційний турнір з боротьби 2008 (Роме-Остія) | Німеччина | греко-римська боротьба, до 120 кг | 5      |
| Гран-прі Німеччини з боротьби 2009                               | Німеччина | греко-римська боротьба, до 120 кг | Бронза |
| Гран-прі Німеччини з боротьби 2010                               | Німеччина | греко-римська боротьба, до 120 кг | Бронза |
| Тор Мастерс 2011                                                 | Німеччина | греко-римська боротьба, до 120 кг | Золото |
| Кубок Гранми з боротьби 2011                                     | Німеччина | греко-римська боротьба, до 120 кг | Срібло |
| Кубок Владислава Пітласинські 2011                               | Німеччина | греко-римська боротьба, до 120 кг | 9      |
| Міжнародний меморіал Дейва Шульца 2012                           | Німеччина | греко-римська боротьба, до 120 кг | Срібло |
| Олімпійський кваліфікаційний турнір з боротьби 2012 (Тайюань)    | Німеччина | греко-римська боротьба, до 120 кг | 7      |
| Олімпійський кваліфікаційний турнір з боротьби 2012 (Гельсінкі)  | Німеччина | греко-римська боротьба, до 120 кг | 7      |
| Гран-прі Німеччини з боротьби 2012                               | Німеччина | греко-римська боротьба, до 120 кг | Бронза |

### Виступи на змаганнях молодших вікових груп
| Змагання                                      | Збірна    | Вагова категорія                  | Місце |
| --------------------------------------------- | --------- | --------------------------------- | ----- |
| Чемпіонат світу з боротьби серед юніорів 1996 | Німеччина | греко-римська боротьба, до 115 кг | 6     |
| Чемпіонат світу з боротьби серед юніорів 1997 | Німеччина | греко-римська боротьба, до 115 кг | 15    |
| Чемпіонат світу з боротьби серед юніорів 1998 | Німеччина | греко-римська боротьба, до 115 кг | 4     |